# Білик Сергій Федорович
Білик Сергій Федорович (5 квітня 1938, с. Дейкалівка Зіньківського району Полтавської області — 7 березня 2008) — гірничий інженер, фахівець нафтогазової галузі, доктор технічних наук (1982), член Української нафтогазової академії.

## Біографія
У 1956 році закінчив школу зі срібною медаллю. В 1961 році закінчив Львівський політехнічний інститут.
Працював інженером, буровим майстром у Надвірнянській конторі розвідувального буріння тресту «Прикарпатбурнафта», з 1964 року — інженером, старшим науковим співробітником, завідувачем сектору, начальником відділу Державного науково-дослідного та проектного інституту нафтової промисловості у Києві.
У 1986—1990 роках — керівник контракту з технічного сприяння в Нафтогазовому інституті Міністерства енергетики Індії. Після повернення в Україну був завідувачем лабораторії, головним науковим співробітником, начальником відділу інституту «УкрДІПРОНДІнафта».
В 1992—1998 роках — заступник начальника, начальник Науково-технічного управління Державного комітету нафтової, газової та нафтопереробної промисловості України. Пізніше перебував на посаді начальника Управління науки і техніки, заступником начальника Департаменту науки і техніки НАК «Нафтогаз України». З 2003 року — заступник керівника Представництва ТОВ «Газпроекспорт» в Україні.

## Науковий доробок
Головна узагальнююча праця С. Ф. Білика — «Герметичність і міцність конічних різьбових з'єднань труб нафтового сортаменту». У книзі запропоновано нову методику розрахунків на міцність і герметичність у різних умовах навантажень і на цій основі дані практичні рекомендації щодо виготовлення різьбових з'єднань.
Біликом С. Ф. було опубліковано низку статей з проблем надійності роботи магістральних трубопроводів. Він одним із перших в Україні запропонував враховувати фактор ризику під час оцінювання ресурсу та експлуатаційної надійності роботи трубопроводів.
У його творчому доробку понад 100 опублікованих наукових праць та 15 винаходів і патентів.
Член Вищої атестаційної комісії СРСР, член спеціалізованих Вчених Рад із захисту докторських і кандидатських дисертацій Інституту нафти і газу, Івано-Франківського національного технічного університету нафти і газу та ДП «Науканафтогаз», членом редакційних колегій науково-виробничого журналу «Нафтова і газова промисловість» та Вісника Національної газової спілки України.

## Основні праці
- Билык С. Ф. Разрушающее усилие и механизм резьбовых соединений обсадных труб // Нефтяная и газ. пром-сть. 1974. № 5
- Применение полимерных материалов в качестве уплотнителей резьбовых соединении. Еременко Т. Е., Кравец В. В., Билык С. Ф., Шарко Н. Г. «Бурение. Реф. науч.-техн. сб.», 1976, вып. 5, 39—41.
- Билык С. Ф. Опыт герметизации резьбовых соединений обсадных труб методом электрометаллизации // Нефтяное хозяйство. — 1978. — № 6.
- Билык С. Ф. Герметичность и прочность конических резьбовых соединений труб нефтяного сортамента / С. Ф. Билык. — Москва: Недра, 1981. — 352 с.
- Пріоритетні напрямки комплексного розв'язання проблеми забезпечення технологічних процесів нафтогазовидобувної промисловості України хімічними реагентами /Поп Г. С., Кухар В. П., Білик С. Ф.// Нафтова i газова пром-сть України. — 1996, № 2.
- Артемчук І. О., Барановський М. І., Білик С. Ф. Нафта і газ України. / Гол. редактор М. П. Ковалко. — К.: Наукова думка, 1997. — 378 с.
- Жидкова М. О. Ринкова концепція аналізу та оцінювання ефективності трубопровідного транспорту газу / М. О. Жидкова, С. Ф. Білик, А. А. Руднік // Розвідка та розробка нафтових і газових родовищ. — 2002. — № 1. — С. 13-16.
- Нефтепроводы Украины // Нефтегаз. вертикаль. — 2002. — № 3 (співавт.)
- Ориняк І. В., Розгонюк В. В., Тороп В. М., Білик С. Ф. Ресурс, довговічність і надійність трубопроводів. Огляд сучасних підходів і проблеми нормативного забезпечення в Україні // Нафтова і газова промисловість. — 2003, № 4. — С. 54–57.
- Жидкова М. Методичні засади розрахунку показників ефективності та ціни трубопровідного транспортування газу / М. О. Жидкова, С. Ф. Білик, А. А. Руднік // Нафтова і газова промисловість. — 2004. — № 1. — С. 43-46.
- Білик, С . Ф . Оцінювання технічного стану газопроводу за даними діагностичних обстежень [Текст] / С. Ф. Білик, В. В. Розганюк // Нафтова і газова промисловість. — 2006. — № 1. — С. 42 — 47.
- Использование категоризации напряжений и деформационных критериев при оценке прочности магистральных трубопроводов / И. В. Орыняк, А. В. Богдан, М. В. Бородий, В. В. Розгонюк, С. Ф. Билык // Экотехнологии и ресурсосбережение. — 2007. — № 4. — С. 12 — 23.